# خولیو کوراتلا
خولیو کوراتلا (اسپانیایی: Julio Curatella‎; ۲۷ فوریهٔ ۱۹۱۱ – ۱ ژانویهٔ ۱۹۹۵) قایقران روئینگ اهل آرژانتین بود.